# Judith Vis
Judith Soul Vis (Róterdam, 21 de junio de 1980) es una deportista neerlandesa que compitió en bobsleigh en la modalidad doble y en atletismo.
Ganó dos medallas de bronce en el Campeonato Europeo de Bobsleigh, en los años 2011 y 2014. Participó en los Juegos Olímpicos de Sochi 2014, ocupando el cuarto lugar en la prueba doble.

## Palmarés internacional
| Campeonato Europeo | Campeonato Europeo    | Campeonato Europeo | Campeonato Europeo |
| Año                | Lugar                 | Medalla            | Prueba             |
| ------------------ | --------------------- | ------------------ | ------------------ |
| 2011               | Winterberg (Alemania) | Medalla de bronce  | Doble              |
| 2014               | Königssee (Alemania)  | Medalla de bronce  | Doble              |